# ولاية بردور
وِلَايَةُ بُرْدُور من ولايات تركيا. عاصمتها مدينة بردور تبلغ مساحتها 7,238 كم2 ويبلغ عدد سكانها 256,803 نسمة كما يبلغ معدل الكثافة السكانية 35/كم2 تقع في جنوب غرب تركيا.

## أعلام
- درويش محمد باشا البردوري